# Stalag I B
Stalag I B Hohenstein – obóz jeńców wojennych nieopodal Olsztynka (Hohenstein), na terenie miejscowości Królikowo.

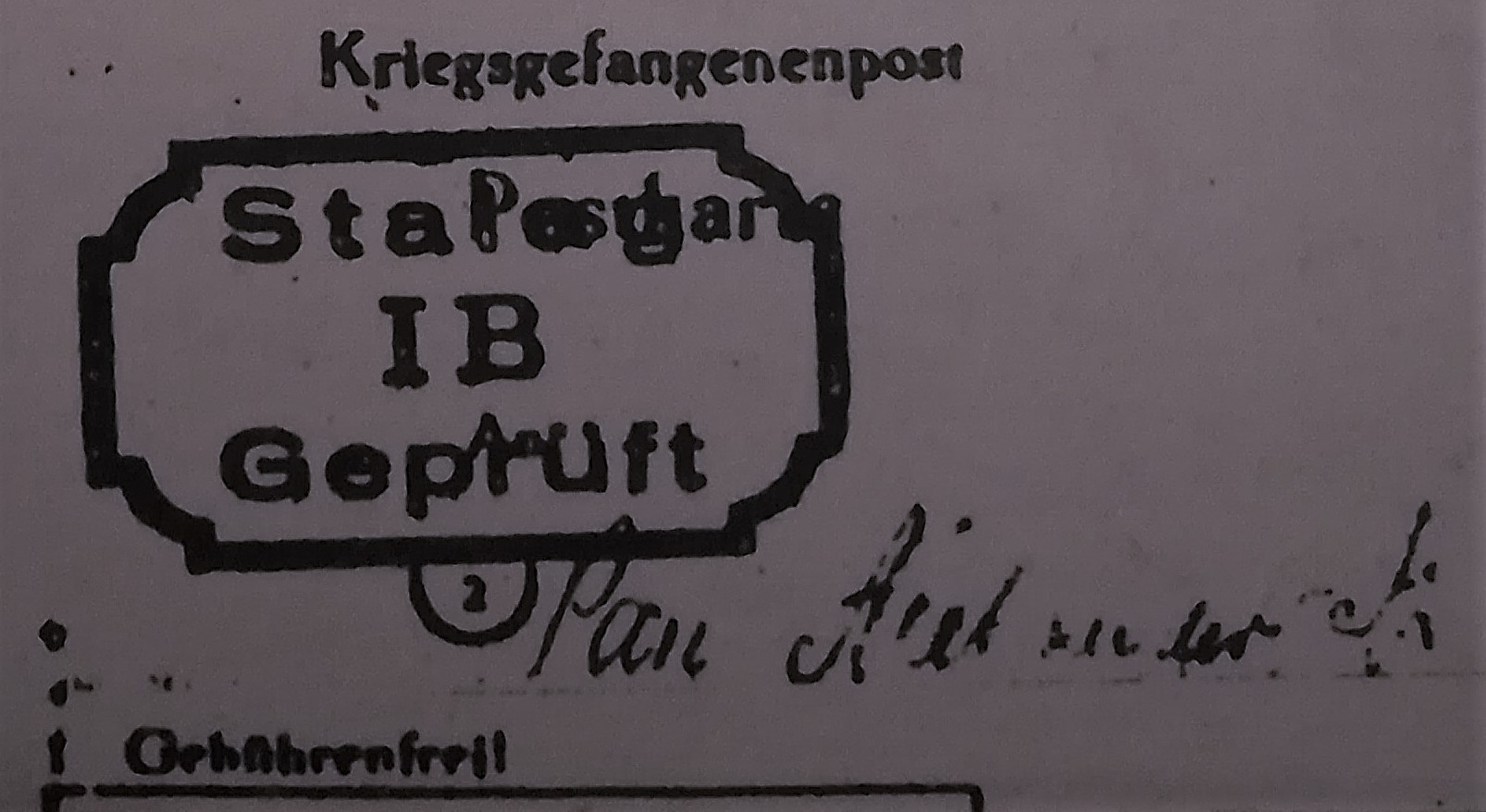
Stempel obozowy

W obozie więziono Polaków, Francuzów, Rosjan, Włochów, Belgów i Serbów. Na dzień 30 października 1939 znajdowało się w nim 18 276 szeregowych i 11 oficerów polskich oraz 1413 więźniów cywilnych. Poszczególne grupy narodowościowe były od siebie ściśle izolowane. Szacuje się, że w okresie całej wojny przebywało w nim 650 tysięcy jeńców (zmarło ok. 60 tys. z nich). Był to jeden z największych obozów jenieckich w Europie Wschodniej. Pierwsi do obozu przybyli jeńcy polscy, już w pierwszych dniach września 1939. W 1940 do Stalagu I-B dotarły pierwsze transporty jeńców francuskich, od połowy 1941 do obozu przywożono jeńców radzieckich. Zimą 1941/1942 zmarło w obozie około 25 tysięcy osób. Zmarłych w obozie grzebano na cmentarzu w Sudwie. Oblicza się, iż pochowano tam zwłoki 55 tysięcy jeńców w ponad 500 mogiłach. Pamięć zmarłych uczczono postawieniem pomnika według projektu Ryszarda Wachowskiego. Od 1980 czynna jest w Olsztynku wystawa dokumentów i pamiątek obozowych.
W 2011 roku podczas prac przy budowie drogi ekspresowej S7 na terenie wsi Królikowo natrafiono na ślady obozu. Prace archeologiczne prowadzono na obszarze 473 arów do października 2011.